# Oued Djemaa
Oued Djemaa (în arabă وادى جمعة) este o comună din provincia Aïn Defla, Algeria.
Populația comunei este de 9.555 de locuitori (2008).